# Kraftwerk Mae Moh
Das Kraftwerk Mae Moh ist ein Kohlekraftwerk im Landkreis Mae Mo, Provinz Lampang, Thailand.
Mit einer installierten Leistung von 2.400 MW dient das Kraftwerk Mae Moh zur Abdeckung der Grundlast und ist damit eines der leistungsstärksten Kraftwerke des Landes (Stand Mai 2020). Mit dem Bau des Kraftwerks wurde 1972 begonnen. Es ging 1978 mit dem ersten Block in Betrieb. Das Kraftwerk ist im Besitz der Electricity Generating Authority of Thailand (EGAT) und wird auch von ihr betrieben.

## Kraftwerksblöcke
Das Kraftwerk besteht gegenwärtig aus 10 Blöcken. Die folgende Tabelle gibt einen Überblick:
| Block | Max. Leistung (MW) | Betriebsbeginn | Turbine | Generator | Dampfkessel | Status      |
| ----- | ------------------ | -------------- | ------- | --------- | ----------- | ----------- |
| 1     | 75                 | 1978           |         |           |             | Stillgelegt |
| 2     | 75                 | 1979           |         |           |             | Stillgelegt |
| 3     | 75                 | 1981           |         |           |             | Stillgelegt |
| 4     | 150                | 1984           | Fuji    | Fuji      | CE          |             |
| 5     | 150                | 1984           | Fuji    | Fuji      | CE          |             |
| 6     | 150                | 1985           | Fuji    | Fuji      | CE          |             |
| 7     | 150                | 1985           | Fuji    | Fuji      | CE          |             |
| 8     | 300                | 1989           | Fuji    | Fuji      | CE          |             |
| 9     | 300                | 1990           | Fuji    | Fuji      | CE          |             |
| 10    | 300                | 1991           | Fuji    | Fuji      | CE          |             |
| 11    | 300                | 1992           | Fuji    | Fuji      | CE          |             |
| 12    | 300                | 1995           | Fuji    | Fuji      | CE          |             |
| 13    | 300                | 1995           | Fuji    | Fuji      | CE          |             |

Das Unternehmen Alstom erhielt im März 2015 von EGAT den Auftrag für den Bau eines Blocks mit einer Leistung von 600 MW, der die Blöcke 4 bis 7 ersetzen soll; der neue Block sollte 2018 in Betrieb gehen. Der Auftrag hat einen Gesamtwert von 950 Mio. €.

## Sonstiges
Das Kraftwerk benötigt im Jahr etwa 16 Mio. t Braunkohle, die aus dem nahegelegenen Braunkohlerevier angeliefert wird. Zum Abtransport der Braunkohle werden schwere Muldenkipper der Firma Caterpillar verwendet. Im Norden Thailands und Laos wurden nennenswerte Mengen an Weichbraunkohle gefunden.